# La Poterie-Cap-d’Antifer
La Poterie-Cap-d’Antifer település Franciaországban, Seine-Maritime megyében. Lakosainak száma 456 fő (2022. január 1.). La Poterie-Cap-d’Antifer Saint-Jouin-Bruneval, Sainte-Marie-au-Bosc és Le Tilleul községekkel határos.

## Népesség
A település népességének változása:
| Lakosok száma | 445  | 447  | 456  | 453  | 453  | 453  | 453  | 453  | 456  |
|               | 2013 | 2015 | 2016 | 2017 | 2018 | 2019 | 2020 | 2021 | 2022 |